# Zachary Laoutides
Zachary Laoutides (Chicago, Illinois, 13 de diciembre de 1986) es un actor, guionista y productor estadounidense. En 2014, cofundó la compañía de cine independiente Ave Fenix Pictures, el primer estudio de cine latino en Chicago y creador de un estilo de cine de arte conocido como «la raza». Inspirada por La raza cósmica, esta técnica implica trabajar con la juventud urbana en la recreación de sus propias historias, independientemente de las circunstancias de la película.
Su primer papel protagónico fue en la película Adiós Vaya con Dios (2014), que le valió nominaciones a Mejor actor y Mejor guion en el Festival de cine de Bel Air. También escribió y actuó en Arise from Darkness (2018), basada en la historia del psíquico Lázaro Rubén Torres y Black Ruby (2019), que afirma ser la primera película en ser rodada en un iPhone 7.

## Primeros años y herencia
Laoutides nació en 1986 en Chicago, donde estudió medios y periodismo. Pasó sus primeros años trabajando en actividades de divulgación en la comunidad y llevando las artes escénicas a jóvenes en riesgo. Reside en Chicago, donde desarrolla actividades de extensión comunitaria junto con Mónica Esmeralda León.
Es de herencia sefardí, griega, turca y eslovena. El apellido Laoutides se origina en el instrumento musical árabe oud; la familia de su abuela paterna era de las islas del Egeo y la ciudad bíblica de Esmirna Su ascendencia de Europa del Este es de minorías étnicas del Imperio austríaco y el Imperio de Rusia; esloveno con algo de polaco y escandinavo. Su herencia judía se remonta a las familias rabínicas levitas Halevi y Benveniste del siglo XI al XV en Barcelona. Sus antecedentes incluyen judíos marroquíes, judíos indios y raíces latinas distantes de la abuela de su padre.

## Carrera
En 2014, Laoutides cofundó Ave Fenix Pictures con Mónica Esmeralda León. Ave Fenix Pictures es el primer estudio de cine latino en Chicago.
El primer papel de Laoutides fue en Adiós Vaya con Dios, lanzado mundialmente por Indican Pictures el 19 de enero de 2016. Laoutides protagonizó la película y escribió el guion mientras vivía en un vecindario urbano latino, acerca de un miembro de una pandilla mitad tratando de abandonar el barrio. Adiós Vaya con Dios fue la primera película en utilizar pandillas reales y artistas callejeros. Laoutides fue nominado como Mejor Actor y Mejor Guionista en el Festival de Cine de Bel Air, donde Adiós Vaya con Dios obtuvo una Selección Oficial y un Segundo lugar para Mejor Película elegida por el Público.
Laoutides trabajó como músico en la banda sonora de Adiós Vaya con Dios, componiendo y produciendo varias canciones. La película fue la primera en integrar una banda sonora de rock británica y mexicana sobre una película latina urbana.
También fue el finalista de Chicago en la búsqueda de talento nacional Simon Fuller's XIX Entertainment para nuevos actores.
En 2016, Laoutides escribió y protagonizó Arise from Darkness, una película de selección oficial de Film Invasion LA basada en hechos reales de la vida del psíquico Lázaro Rubén Torres, quien fue declarado clínicamente muerto cinco veces. Laoutides compuso y produjo varias pistas para la banda sonora de la película. Laoutides fue nominado a Mejor guionista y compartió las nominaciones a Mejor largometraje y Mejor director. La película recibió tres reseñas de cuatro estrellas de Examiner.com, Inquisitr y The Levity Ball, y los críticos compararon el desempeño de Laoutides con la apertura del personaje de Javier Bardem, Anton Chigurh, en No Country for Old Men (película).
En 2017, Laoutides estrenó la película Black Ruby en los premios London Independent Film Awards. La compañía afirmó que fue el primer film rodado con un iPhone 7. Laoutides obtuvo nueve nominaciones en Londres y Roma. Cambió su color de ojos, tono de piel y color de cabello para su papel en la película; su desempeño fue comparado con Montgomery Clift y Marlon Brando.
Los críticos de Los Angeles Film Forum Awards lo llamaron "el mejor actor independiente natural de 2018 y un maestro en sutileza". Fue nombrado uno de los mejores actores independientes "a seguir" en 2019.
Laoutides es referido como un "actor de método", cuya educación fue en periodismo y ve la actuación como una extensión, utilizando la investigación para crear sus personajes. Fue comparado con una joven versión oscura independiente de Ryan Gosling en el Festival de Cine de Los Ángeles.
En septiembre de 2020, Laoutides participó junto con Jaime Zevallos y Alexander James Rodríguez en la película "Where Sweet Dreams Die". La película completó su rodaje en Chicago y Nueva York en marzo de 2022 y tiene previsto su estreno en 2024.

## Filmografía
| Año  | Título                                   | Rol           | Notas |
| ---- | ---------------------------------------- | ------------- | --- |
| 2006 | Let's Go to Prison                       | Pandillero    | |
| 2006 | Triple Cross: Bin Laden's Spy in America | Wadih el-Hage | Documental de National Geographic |
| 2016 | Adiós Vaya con Dios                      | Rory King     | Nominado—Bel Air Film Festival: Mejor actor Nominado—Bel Air Film Festival: Mejor guion |
| 2018 | Arise from Darkness                      | Lázaro        | Nominado—Film Invasion L.A.: Mejor actor Nominado—Film Invasion L.A.: Mejor guion |
| 2019 | Black Ruby                               | Louis Katz    | Nominado—London Independent Film Festival: Mejor director Nominado—London Independent Film Festival: Mejor actor Nominado—London Independent Film Festival: Mejor guion Nominado—London Independent Film Festival: Mejor largometraje Nominado—London Independent Film Festival: Mejor actor internacional Nominado—London Independent Film Festival: Mejor largometraje en lengua extranjera Nominado—Rome Film Awards: Mejor actor Nominado—Rome Film Awards: Mejor film internacional Nominado—Rome Film Awards: Mejor Director Nominado—Rome Film Awards: Mejor largometraje Nominado—Rome Film Awards: Mejor escritor Nominado—Rome Film Awards: Mejor actor extranjero Los Angeles Film Festival: Mejor actor Nominado—Los Angeles Film Festival: Mejor largometraje Nominado—Los Angeles Film Festival: Independent Spirit Award Nominado—Los Angeles Film Festival: Mejor guion adaptado |
| 2024 | Where Sweet Dreams Die                   |               | Próxima película |

| Año     | Título       | Rol        |
| ------- | ------------ | ---------- |
| 2005-06 | Prison Break | Prisionero |